# 大嶼山北部穿梭巴士X1線
大嶼山北部穿梭巴士X1線是一條香港新界巴士路線，來往東涌鐵路站及機場博覽館，由龍運巴士（由九龍巴士協助及負責派車）及城巴聯合營運。

## 歷史
- 2010年11月8日：X1線投入服務，以配合亞洲國際博覽館在2010年11月起實施的新交通安排，方便前往參觀的市民接駁港鐵東涌綫。首次服務是在2010年11月8日至11月29日期間，為方便市民前往「智慧的長河 ─ 電子動態版清明上河圖」展覽而設。車費原價為$3.8，但巴士公司提供了優惠收費$3.5至2011年6月。[1][2][3][4][5]
- 2010年12月3日：在《清明上河圖》展覽後，首次為個別活動提供短時間穿梭服務，惟改為每次只由一家巴士公司派車行走。[6]此外，由這次開始，持部份相關活動門券的乘客可以免費乘搭。[7]而亞洲國際博覽館方面則大多不再另外提供免費接駁東涌的非專營穿梭巴士。
- 2011年7月8日：調整票價，由原來的$3.5優惠收費，提高至$5.8，並取消持部份相關活動門券的乘客可以免費乘搭的措施。[8][9]而亞洲國際博覽館方面則恢復於部份活動提供免費接駁東涌的非專營穿梭巴士。
- 2015年4月20日起，龍運巴士、九巴及城巴因應達東路出入口擴建東薈城第三期總站需要封閉而將總站改往東薈城對出的美東街出入口的有蓋巴士站，與城巴S52線和城巴S52P線共用車站。

## 行車資料

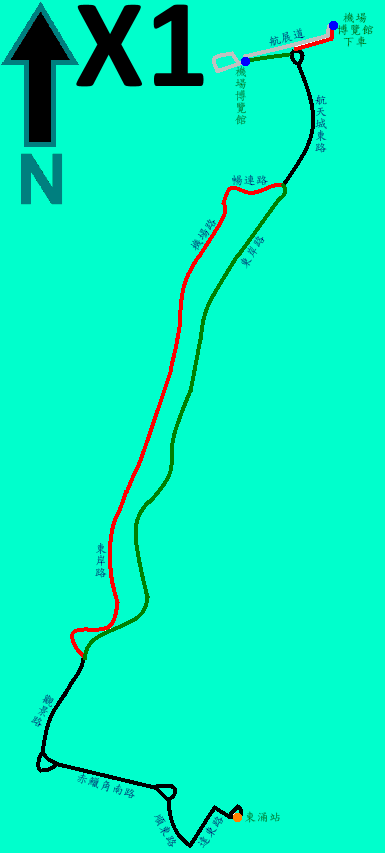
X1路線的走線圖，當中灰線表示不提供載客的路段

### 行車路線
- 東涌鐵路站開途經：途經：達東路、順東路、赤鱲角南路、觀景路、東岸路、機場路、機場南交匯處、暢連路、航天城交匯處、航天城東路、航展道。

- 亞洲國際博覽館開途經：航展道、航天城東路、航天城交匯處、暢連路、機場南交匯處、機場路、東岸路、觀景路、赤鱲角南路、順東路、達東路

### 車站一覽
本路線中途不停站

## 收費
- 全程收費：$6.1

| - 本線設有12歲以下小童及65歲或以上長者半價優惠。 - 65歲或以上香港居民使用「樂悠咭」，以及12歲以下合資格殘疾兒童使用「殘疾人士身份」個人八達通繳付車資，均可享有每程$2.0或半價（以較低者為準）的票價優惠；12至64歲合資格殘疾人士使用「殘疾人士身份」個人八達通（包括「樂悠咭」），以及60至64歲香港居民使用「樂悠咭」繳付車資，均可享有每程$2.0或全費（以較低者為準）的票價優惠。 - 65歲或以上長者如使用長者或一般個人八達通繳付車資，則只可享有半價優惠；12至64歲合資格殘疾人士如不使用「殘疾人士身份」個人八達通，以及60至64歲人士如不使用「樂悠咭」繳付車資，必須繳付全費。 - 乘客可以現金或八達通於上車時付款，不設找續。 - 每位成人乘客可免費攜帶最多兩名4歲以下而不佔座位的兒童乘客乘車，超額之4歲以下小童必須繳付小童車費乘車。 - 持有「九巴月票」之乘客在車票有效期內，每日可享最多10程任何九龍巴士及龍運巴士路線（包括本路線，合資格車程只適用於九龍巴士／龍運巴士提供的班次；惟乘搭機場「A」及「NA」線則可享原價二七折優惠（不會計算每天10次合資格車程））；而B1線則可每日可享最多2程（不會計算每天10次合資格車程）。 - 九龍巴士、城巴、龍運巴士及陽光巴士全職員工及家屬（不包括外判職員）可免費乘搭本路線（陽光巴士員工及家屬只適用於九龍巴士提供的班次），惟必須拍職員或職員家屬八達通。 - 乘客亦可使用AlipayHK「易乘碼」、支付寶、WeChatHK／微信支付「搭車碼」、銀聯雲閃付「乘車碼」及BOC Pay「乘車碼」、具有感應式支付功能的JCB、卡美國運通、大來國際、Discover Card（只適用於九龍巴士／龍運巴士提供的班次）、VISA、Mastercard及銀聯卡，以及Apple Pay、Google Pay及Samsung Pay流動支付平台繳付車資。九巴班次的乘客使用上述付款方式，將只可享有與其他九巴路線／聯營路線九巴班次之轉乘優惠；城巴班次的乘客使用上述付款方式，將只可享有與其他城巴獨營路線或聯營線城巴班次之轉乘優惠。乘客亦不能享有「公共交通費用補貼計劃」及「長者及合資格殘疾人士公共交通票價優惠計劃」。 |

## 使用車輛
2010年11月《智慧的長河－電子動態版清明上河圖》展覽期間，此路線每日共派出16輛巴士行走，當中城巴和龍運巴士各佔一半。城巴派出從營運壹部借調的歐盟五型12米Enviro500（81XX）行走；龍運巴士則派出四個九巴車廠抽調或使用本區各款的12米低地台雙層巴士行走，主要是富豪超級奧林比安12米（3ASV）雙層空調巴士、丹尼士三叉戟12米（ATR）雙層空調巴士、Enviro50012米（ATE、ATEU）雙層空調巴士及富豪B9TL12米（AVBE、AVBW、AVBWU）雙層空調巴士。
此線在《清明上河圖》展覽後，仍會為個別活動提供入場前及散場後的穿梭服務，惟改為每日（或每兩至三日）輪流只由一家巴士公司派車行走。城巴一般改為派出東涌車廠的丹尼士三叉戟（22XX）、E500 MMC（65XX）、（85XX）的雙層巴士行走（大型活動仍可能借調其他車廠的巴士）；而龍運巴士則派出小蠔灣車廠的車隊或借用其他地區九巴的低地台雙層巴士行走，在人流較少的活動時，可能使用九巴的低地台單層巴士（例如富豪B7RLE（AVC））行走，近年龍運巴士所於X1線使用的用車多為九巴，甚至不時有九巴新型號的巴士到機場進行試路，另外九巴定期的訓練巴士會在東涌區內進行司機職前訓練。此外昔日城巴曾派出小蠔灣廠已退役的單層猛獅NL262（15XX）行走。

## 外部連結
城巴
- 城巴S1線
- 城巴X1線路線圖（页面存档备份，存于）

龍運巴士
- 龍運巴士X1線（页面存档备份，存于）

其他
- 機場穿梭巴士X1線－681巴士總站（页面存档备份，存于）